# 観慶丸本店
観慶丸本店（かんけいまるほんてん）は、宮城県石巻市に所在する陶磁器、ガラス製品、漆器を販売する企業。旧店舗である観慶丸商店が歴史的建築物として市から有形文化財に指定されている。

## 概要・歴史
1848年（嘉永元年）、石巻市佐須浜出身の須田幸助が創業。かつては武山家で廻船業を行っており、店名は幸助が長年船頭をしていた船名に因む。1930年（昭和5年）、6代目店主である須田幸一郎は石巻初の百貨店である観慶丸商店を開業。経営を軌道に乗せた後、親族に百貨店を譲渡し、陶器業専念に戻る。1982年、7代目当主である須田良治が現店舗及び向かいに観慶丸ビルを建設。

## 旧観慶丸商店

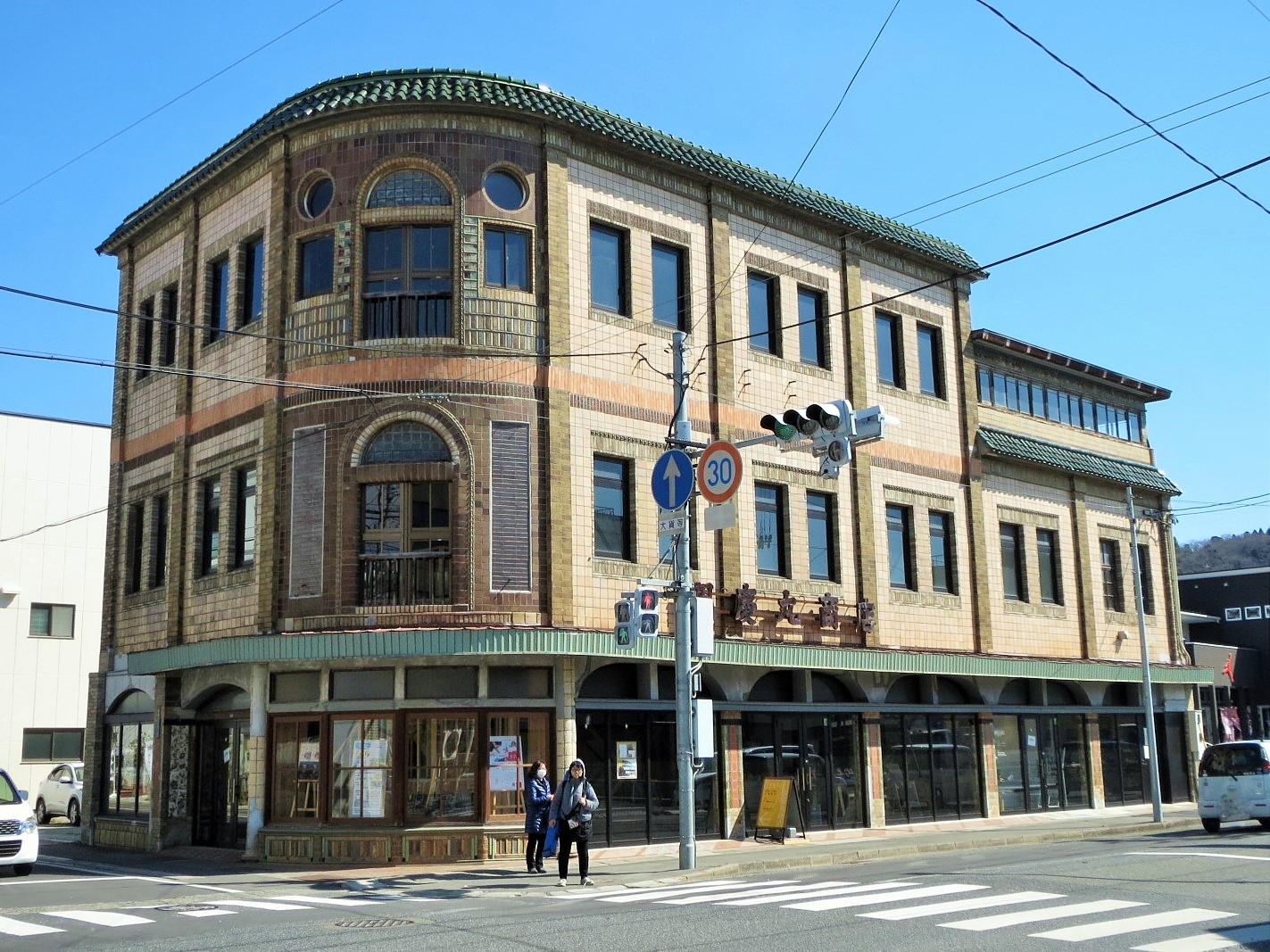
旧観慶丸商店

1930年建築、木造3階建、間口24m強、奥行20m、建築面積310平方メートル、擬洋風建築。外壁を多種多様なタイルで覆い、スペイン瓦のパラペット、丸窓やアーチ窓も特徴的である 。2015年 (平成27年) 10月28日に石巻市指定文化財となり、2017年11月3日より同市の歴史・文化交流の発信拠点として再開館した。

### 住所
宮城県石巻市中央三丁目6-9

### 交通アクセス
- 仙石線石巻駅より徒歩10分

### 営業情報
- 定休日 – 毎週火曜日、年末年始
- 営業時間 – 午前9時から午後5時まで

### 周辺施設
- 石ノ森漫画館
- 石巻ハリストス正教会
- 石巻市子どもセンター